# Dramatical Murder
Dramatical Murder (ドラマティカル マーダー Doramatikaru Mādā?, "Dramatiskt mord"), stiliserat DRAMAtical Murder, är en visuell roman med yaoi-tema, som utvecklades och gavs ut av Nitro+chiral till Microsoft Windows den 23 mars 2012. Spelet släpptes även till Playstation Vita den 30 oktober 2014 under namnet Dramatical Murder re:code. En uppföljare vid namn Dramatical Murder re:connect släpptes den 26 april 2013.
Dramatical Murder har blivit adapterad till anime och manga.